# Torneo di Wimbledon 2011 - Doppio maschile in carrozzina
Robin Ammerlaan e Stefan Olsson erano i detentori del titolo, ma hanno perso in semifinale contro Maikel Scheffers e Ronald Vink che hanno battuto in finale Stéphane Houdet e Michael Jeremiasz con il punteggio di 7–5, 6–2.

## Teste di serie
1. Maikel Scheffers /  Ronald Vink (campioni)
2. Tom Egberink /  Shingo Kunieda (quarti)

## Tabellone

### Legenda
| - Q = Qualificato - WC = Wild card - LL = Lucky loser | - ALT = Alternate - SE = Special Exempt - PR = Protected Ranking | - w/o = Walkover - r = Ritirato - d = Squalificato |

### Finali
|  | Semifinali | Semifinali                        | Semifinali                    | Semifinali | Semifinali |  |  | Finale                            | Finale                            | Finale                            | Finale | Finale |  |
|  |            |                                   |                               |            |            |  |  |                                   |                                   |                                   |        |        |  |
|  | 1          | Maikel Scheffers Ronald Vink      | Maikel Scheffers Ronald Vink  | 6          | 6          |  |  |                                   |                                   |                                   |        |        |  |
|  |            | Robin Ammerlaan Stefan Olsson     | Robin Ammerlaan Stefan Olsson | 0          | 3          |  |  | Maikel Scheffers Ronald Vink      | Maikel Scheffers Ronald Vink      | Maikel Scheffers Ronald Vink      | 7      | 6      |  |
|  |            | Stéphane Houdet Michael Jeremiasz | 64                            | 7          | 6          |  |  | Stéphane Houdet Michael Jeremiasz | Stéphane Houdet Michael Jeremiasz | Stéphane Houdet Michael Jeremiasz | 5      | 2      |  |
|  | 2/WC       | Tom Egberink Shingo Kunieda       | 7                             | 6(1)       | 4          |  |  |                                   |                                   |                                   |        |        |  |
|  |            |                                   |                               |            |            |  |  |                                   |                                   |                                   |        |        |  |
|  |            |                                   |                               |            |            |  |  | Finale 3º posto                   |                                   |                                   |        |        |  |
|  |            |                                   |                               |            |            |  |  |                                   |                                   |                                   |        |        |  |
|  |            |                                   |                               |            |            |  |  | Robin Ammerlaan Stefan Olsson     | Robin Ammerlaan Stefan Olsson     | Robin Ammerlaan Stefan Olsson     | 6      | 6      |  |
|  |            |                                   |                               |            |            |  |  | Tom Egberink Shingo Kunieda       | Tom Egberink Shingo Kunieda       | Tom Egberink Shingo Kunieda       | 3      | 3      |  |